# Argyrotegium
 Argyrotegium  J.M.Ward & Breitw., 2003 è un genere di piante angiosperme dicotiledoni della famiglia delle Asteraceae (sottofamiglia Asteroideae, tribù Gnaphalieae e sottotribù Gnaphaliinae).

## Etimologia
Il nome del genere deriva dalle parole greche "argyreon" (= argento) e "tegium" (= piccola stuoia), con riferimento al colore predominante delle foglie e al portamento di crescita che forma stuoie o chiazze basse.
Il nome scientifico del genere è stato definito dai botanici Josephine M. Ward e Ilse Breitwieser nella pubblicazione " New Zealand Journal of Botany. Wellington, N.Z." (New Zealand J. Bot. 41(4): 608) del 2003.

## Descrizione
Portamento. Le specie di questo gruppo hanno un habitus di tipo erbaceo perenne di tipo stuoia (o cuscino erbaceo). I cauli di queste piante sono provvisti del floema, ma non di canali resiniferi; mentre i sesquiterpeni lattoni sono normalmente assenti (piante senza lattice).
Fusto. La parte aerea in genere è prostrata e molto ramificata; inoltre è molto fogliosa.
Foglie. Le foglie in sono disposte in modo alternato e sono quasi sempre sessili. La lamina è intera e piatta con forme generalmente strette; i margini sono continui a volte revoluti. La superficie è tomentosa o lanosa su entrambe le superfici. Le foglie sono provviste di una guaina lunga solitamente pari ad almeno metà della lamina.
Infiorescenza. Le sinflorescenze sono composte da pochi (o solitari) capolini raccolti in conici grappoli terminali. Le infiorescenze vere e proprie sono formate da un capolino sessile (peduncolato man mano che si sviluppano i frutti) terminale di tipo disciforme. I capolini sono formati da un involucro, con forme da cilindriche a campanulate, composto da diverse brattee, al cui interno un ricettacolo fa da base ai fiori. Le brattee, glabre o pelose a consistenza cartacea e colorate di bruno chiaro, sono disposte in modo più o meno embricato a spirale su più serie e possono essere connate alla base (strati di stereoma indiviso);  talora possono avere un margine ialino. Il ricettacolo è senza pagliette (o squame) a protezione della base dei fiori; la forma è piatta.
Fiori.  I fiori sono tetra-ciclici (formati cioè da 4 verticilli: calice – corolla – androceo – gineceo) e pentameri (calice e corolla formati da 5 elementi). Sono inoltre tubulosi, attinomorfi e si distinguono in:
- fiori del disco esterni: sono femminili e filiformi (più numerosi di quelli interni);
- fiori del disco centrali: sono ermafroditi e tubulosi (più espansi).

In questo gruppo di piante i fiori radiati (ligulati o del raggio) sono assenti; a volte sono confusi con i fiori femminili (tubulosi) del disco esterno più o meno sub-zigomorfi con un lembo piatto e possono essere interpretati come fiori del raggio.
- Formula fiorale:

*/x K {\displaystyle \infty }, [C (5), A (5)], G 2 (infero), achenio
- Calice: i sepali del calice sono ridotti ad una coroncina di squame.
- Corolla: la forma della corolla normalmente è tubolare con 5 lobi (raramente 4); i lobi hanno una forma deltata o più o meno lanceolata. I colori della corolla sono cremisi e varietà.
- Androceo: l'androceo è formato da 5 stami sorretti da filamenti generalmente liberi; gli stami sono connati e formano un manicotto circondante lo stilo; le teche (produttrici del polline) sono prive di sperone, ma hanno la coda (una sola); le appendici apicali delle antere hanno delle forme piatte; il tessuto endoteciale (rivestimento interno dell'antera) è quasi sempre polarizzato (con due superfici distinte: una verso l'esterno e una verso l'interno). Il polline è di tipo echinato (con punte sporgenti) a forma sferica è formato inoltre da due strati di ectesine, mentre lo strato basale è spesso e regolarmente perforato (tipo “gnafaloide”).[7]
- Gineceo: l'ovario è infero uniloculare formato da 2 carpelli. Lo stilo (il recettore del polline) è intero o biforcato con due stigmi nella parte apicale. Gli stigmi hanno una forma variabile da subtroncata a ottusa; possono essere ricoperti da minute papille o avere dei penicilli apicali e dorsali. Le superfici stigmatiche sono separate.[7]

Frutti. I frutti sono degli acheni con pappo. Gli acheni sono piccoli a forma variabile obovoidale; la superficie può essere ricoperta di tricomi allungati; il pericarpo può essere percorso longitudinalmente da alcuni fasci vascolari. Il pappo è formato da setole capillari sottili (capillari) connate alla base in un anello. Lunghezza degli acheni: 1 mm.

## Biologia
Impollinazione: tramite insetti (impollinazione entomogama tramite farfalle diurne e notturne).

Riproduzione: la fecondazione avviene fondamentalmente tramite l'impollinazione dei fiori.

Dispersione: i semi cadono a terra e vengono dispersi soprattutto da insetti come formiche (disseminazione mirmecoria). Un altro tipo di dispersione è zoocoria: gli uncini delle brattee dell'involucro (se presenti) si agganciano ai peli degli animali di passaggio che portano così i semi anche su lunghe distanze. Inoltre per merito del pappo il vento può trasportare i semi anche per alcuni chilometri (disseminazione anemocora).

## Distribuzione e habitat
Le specie di questo genere sono distribuite in Australia meridionale, Tasmania, Nuova Zelanda e Nuova Guinea. L'habitat tipico è subalpino e alpino, spesso in aree umide come i margini di ruscelli, paludi e laghi, ma anche in praterie e campi erbosi.

## Tassonomia
La famiglia di appartenenza di questa voce (Asteraceae o Compositae, nomen conservandum) probabilmente originaria del Sud America, è la più numerosa del mondo vegetale, comprende oltre 23.000 specie distribuite su 1.535 generi, oppure 22.750 specie e 1.530 generi secondo altre fonti (una delle checklist più aggiornata elenca fino a 1.679 generi). La famiglia attualmente (2021) è divisa in 16 sottofamiglie; la sottofamiglia Asteroideae è una di queste e rappresenta l'evoluzione più recente di tutta la famiglia.

### Filogenesi
Il genere di questa voce è descritto nella tribù Gnaphalieae, una delle 21 tribù della sottofamiglia Asteroideae. Da un punto di vista filogenetico, la tribù Gnaphalieae fa parte del supergruppo (o sottofamiglia) "Asteroideae grade"; l'altro è il supergruppo "Non-Asteroideae" contenente il resto delle sottofamiglie delle Asteraceae. All'interno del supergruppo è vicina alle tribù Senecioneae, Calenduleae, Astereae e Anthemideae.
La sottotribù Gnaphaliinae è caratterizzata da portamenti di vario tipo con specie ginomonoiche e monoiche, da foglie con margini interi, da capolini disciformi omogami o eterogami e raramente radiati (o subradiati), dallo stilo con rami troncati e superfici stigmatiche separate apicalmente, da acheni glabri o con tricomi allungati e pappo ridotto.
Il genere  Argyrotegium appartiene al gruppo Australasian clade, un gruppo informale monofiletico della sottotribù Gnaphaliinae diviso in quattro sottocladi: Angianthus (specie effimere dell'Australia occidentale), Waitzia (specie perenni dell'Australia orientale), Cassinia (specie con portamento arbustivo) e Euchiton (specie perenni simili a piante lanose e alpine). Il genere di questa voce è posizionato nel subclade "Euchiton" che, da un punto di vista filogenetico, si trova alla "base" del gruppo ed "fratello del resto dell'Australian clade. In particolare   Argyrotegium insieme al genere Euchiton Cass forma un gruppo parafiletico (le quattro specie di questo genere sono state recentemente segregate da Euchiton)..
I caratteri distintivi del genere  Argyrotegium  sono:
- le foglie hanno un portamento fitto e sovrapposto e all'aspetto si presentano satinate.

### Elenco delle specie
Questo genere ha 4 specie:
- Ayrotegium fordianum (M.Gray) J.M.Ward & Breitw.
- Argyrotegium mackayi  (Buchanan) J.M.Ward & Breitw.
- Argyrotegium nitidulum  (Hook.f.) J.M.Ward & Breitw.
- Argyrotegium poliochlorum  (N.G.Walsh) J.M.Ward & Breitw.